# Viva-voz
Viva-voz (português brasileiro) ou alta-voz (português europeu) é uma função, recurso ou modo em um aparelho que consiste num alto-falante acoplado ao telefone. Este dispositivo permite que duas ou mais pessoas participem da conversa. O viva-voz transmite a voz da pessoa na outra extremidade da linha telefônica, enquanto o microfone captura a voz da pessoa que usa o viva-voz. O termo viva-voz também é usado para alto-falante, como "colocá-lo no viva-voz".
O primeiro uso conhecido do viva-voz remonta a primeira metade da década de 50 do século XX.
Muitos telefones (dispositivos fixos ou móveis) possuem uma função de viva-voz integrada que pode ser ativada pressionando um único botão. Este botão transfere a entrada e saída de som do microfone do telefone para o viva-voz do ambiente. Os dispositivos projetados especificamente para uso da função viva-voz geralmente têm múltiplas entradas de microfone dispostas radialmente em torno do dispositivo para maximizar a entrada de som, servindo, por exemplo, para uso em uma mesa de conferência. As unidades mais sofisticadas permitem a conexão de microfones adicionais, também chamado de "satélite" que podem ser colocados com maior distância da unidade principal.

## Aparelho de telefone versus viva-voz base
Muitos aparelhos de telefone fixo ou móvel possuem função viva-voz integrada no próprio dispositivo e outro viva-voz na base do aparelho (aparelho de telefone fixo sem fio), base essa também utilizada para fazer carga e recarga da bateria. O viva-voz do monofone permite conversar com as mãos livres e o mesmo ocorre se o monofone estiver encaixado na unidade base, ou seja, comunicar-se sem usar mão ou cabeça e pescoço para segurar o aparelho.